# キレイの台所
『キレイの台所』（きれいのだいどころ）は、2011年4月3日から9月25日まで、テレビ大阪の制作によりテレビ東京系列で毎週日曜9:30 - 10:00（JST）に放送されていた、料理・美容情報バラエティ番組。

## 概要
美肌のカリスマ・佐伯チズ、久本雅美、料理研究家の寺田真二郎が、旬の食材を使い「キレイになれる料理」を紹介しつつ、3人のトークや佐伯流美容術、家庭菜園アドバイスなどで展開するのが主な番組内容であった。次回予告は、本番組と同じくテレビ大阪制作の『和風総本家』と同じ体裁が採られた。
放送期間中の2011年7月24日正午に、テレビ東京系列の地上アナログ放送が終了したため、本番組の同日放送分（第17回、テーマ：「レタス」）が、テレビ大阪制作の全国ネット番組としては最後のアナログ放送番組となった。
同じく放送期間中の2011年8月11日には、主婦と生活社より本番組の内容を収めた書籍が発売された。

## 出演者
- 佐伯チズ
- 久本雅美
- 寺田真二郎

ナレーター
- 小坂由里子

## スタッフ
- 構成：スズキノリコ、すずまさ、西田啓昭
- カメラ：丸山宗広
- 音声：小島一
- LD：弓削和幸
- ビジュアルフォーマット：松本哲也
- タイトル：上野昂星
- CG：北原信孝
- 編集：三井慎一郎
- MA：中村豪仁
- 音効：中村友美
- 技術協力：テーク・ワン、イメージランド、アンバーライト、CCfactory
- 食材協力：梨北農業共同組合、やまなしフィルムコミッション
- 協力：IKEA
- フードコーディーネーター：りんひろこ
- 管理栄養士：藤原美佐
- 番組宣伝：加藤あゆみ
- AD：山田加奈恵、出村紀子[2]
- AP：安田美保
- デスク：芦菜奈緒
- 協力プロデューサー：齋藤剛
- 企画協力：アミューズ
- ディレクター：岩橋正憲、山崎敏光、渡邊大介
- プロデューサー：庄田真人、杉山和典、實原邦之／荒木宏幸
- 制作協力：ジョイマン
- 制作著作：テレビ大阪

## ネット局
| 放送対象地域   | 放送局                 | 系列           | 放送日時                      | 備考       |
| -------------- | ---------------------- | -------------- | ----------------------------- | ---------- |
| 大阪府         | テレビ大阪             | テレビ東京系列 | 日曜 9:30 - 10:00             | 制作局     |
| 関東広域圏     | テレビ東京             | テレビ東京系列 | 日曜 9:30 - 10:00             | 同時ネット |
| 北海道         | テレビ北海道           | テレビ東京系列 | 日曜 9:30 - 10:00             | 同時ネット |
| 愛知県         | テレビ愛知             | テレビ東京系列 | 日曜 9:30 - 10:00             | 同時ネット |
| 岡山県・香川県 | テレビせとうち         | テレビ東京系列 | 日曜 9:30 - 10:00             | 同時ネット |
| 福岡県         | TVQ九州放送            | テレビ東京系列 | 日曜 9:30 - 10:00             | 同時ネット |
| 福島県         | テレビユー福島         | TBS系列        | 金曜 10:20 - 10:50            | 遅れネット |
| 奈良県         | 奈良テレビ             | 独立UHF局      | 金曜 17:30 - 18:00            | 遅れネット |
| 和歌山県       | テレビ和歌山           | 独立UHF局      | 日曜 10:00 - 10:30            | 遅れネット |
| 長崎県         | テレビ長崎             | フジテレビ系列 | 火曜 15:29 - 15:58            | 遅れネット |
| 熊本県         | テレビ熊本             | フジテレビ系列 | 月曜・火曜 14:05 - 14:35      | 遅れネット |
| 鹿児島県       | 鹿児島テレビ           | フジテレビ系列 | 土曜 10:00 - 10:30            | 遅れネット |
| 日本全域       | ホームドラマチャンネル | CS放送         | 火曜 1:15 - 1:45 （月曜深夜） | 遅れネット |